# فرودگاه امبوسلی
فرودگاه امبوسلی (به انگلیسی: Amboseli Airport) یک فرودگاه همگانی، غیرنظامی با کد یاتا ASV است که یک باند فرود آسفالت دارد و طول باند آن ۱۰۰۱ متر است. این فرودگاه در شهر امبوسلی کشور کنیا قرار دارد و در ارتفاع ۱۱۴۵ متری از سطح دریا واقع شده است.

## شرکت‌های هواپیمایی و مقصدهای پروازی
| شرکت‌های هواپیمایی  | مقصدهای پروازی |
| ------------------ | -------------- |
| Airkenya Express   | ویلسون         |
| مومباسا ایر سافاری | موا            |
| Safarilink         | ویلسون         |